# Valiant Is the Word for Carrie
Valiant Is the Word for Carrie (br: O Crime de Ser Boa) é um filme estadunidense de 1936, do gênero drama, dirigido por Wesley Ruggles. Definido por Leonard Maltin como a epítome do dramalhão da década de 1930, o filme foi um grande sucesso entre as mulheres.
Gladys George, comediante há trinta anos no teatro, foi contratada pela Paramount Pictures para filmar Personal Appearance, seu maior sucesso na Broadway. Todavia, sua peça acabou sendo dada a Mae West, que a rodou como Go West, Young Man, e foi-lhe oferecido este drama lacrimoso, em papel tão distante de sua especialidade. No fim, contra todas as expectativas, sua atuação valeu-lhe uma indicação para o Oscar de Melhor Atriz.
O roteiro é baseado no best-seller homônimo do escritor texano Barry Benefield, publicado em 1935.

## Sinopse
Carrie Snyder é uma prostituta na pequena Crebillon,  Louisiana. Ela se torna amiga]de Paul, uma criança cuja mãe está às portas da morte. Indignados com o que consideram uma indecência, os moradores agridem e expulsam Carrie da cidade. Mais tarde, ao saber que Paul está órfão, ela volta para buscá-lo e vê que ele se tornou amigo de Lady, uma menina também abandonada. Carrie, então, adota-os e leva-os para Nova Iorque, onde enriquecera ao montar uma rede de lavanderias.
Anos depois, Paul consegue emprego em uma agência literária, porém mata acidentalmente um homem no metrô. Com remorso, ele leva Lili Eipper, a irmã da vítima, para casa e cuida dela, o que desperta os ciúmes de Lady. Carrie percebe que Lili finge amar Paul só pelo dinheiro dele e vai visitá-la, depois de descobrir que ela foi cúmplice de um crime ao lado de um médico, que está preso e é seu verdadeiro amor. Lili pede e obtém 50.000 dólares para tirar o doutor da cadeia e desaparecer da vida de Paul. No entanto, algo sai errado no dia da fuga e Lili é morta e Carrie, presa.
Apesar de ter à disposição os melhores advogados, Carrie decide declarar-se culpada, porque não quer que seu passado venha à tona e prejudique o futuro de Paul e Lady.

## Elenco
| Ator/Atriz      | Personagem           |
| --------------- | -------------------- |
| Gladys George   | Carrie Snyder        |
| Arline Judge    | Lady                 |
| John Howard     | Paul Darnley         |
| Dudley Digges   | Dennis Ringrose      |
| Harry Carey     | Phil Yonne           |
| Isabel Jewell   | Lili Eipper          |
| Jackie Moran    | Paul, quando criança |
| Charlene Wyatt  | Lady, quando criança |
| John Wray       | George, pai de Paul  |
| Hattie McDaniel | Ellen Belle          |

## Principais prêmios e indicações
| Prêmio | Categoria(s) Indicada(s)     | Categoria(s) Premiada(s) |
| ------ | ---------------------------- | ------------------------ |
| Oscar  | Melhor Atriz (Gladys George) | ---                      |